# Слюсар, Вадим Иванович
Слюсар Вадим Иванович (р. 15 октября 1964 г., с. Колотии Решетиловского района Полтавской области) — советский и украинский учёный, профессор, доктор технических наук, Заслуженный деятель науки и техники Украины.

## Биографические сведения
Родился в 1964 г. в с. Колотии Решетиловского района Полтавской области.
В 1985 г. окончил Оренбургское высшее зенитное ракетное командное училище имени Г. К. Орджоникидзе.
1985—1987 годы — начальник расчёта зенитной ракетной батареи Военной академии противовоздушной обороны Сухопутных войск имени Маршала Советского Союза Василевского А. М.
1987—1992 годы — на должностях младшего и старшего научных сотрудников Военной академии противовоздушной обороны Сухопутных войск имени Маршала Советского Союза Василевского А. М.
В 1987—1989 годах в качестве сотрудника проблемной научно-исследовательской лаборатории Военной академии противовоздушной обороны Сухопутных войск имени Маршала Советского Союза Василевского А. М. участвовал в разработке и создании экспериментального образца 8-канальной цифровой антенной решётки, на котором проводил научные исследования в период с 1989 по 1999 годы.
В 1992 г. защитил диссертацию на соискание учёной степени кандидата технических наук, а в 2000 г. — доктора технических наук.
Профессор по специальности «Военная кибернетика, системы управления и связь» — с 2005 г.
C 2003 г.  — представитель Украины в экспертных сообществах Организации исследований и технологий НАТО (RTO), Конференции национальных директоров вворужений НАТО (группы NAAG, LCG DSS, LCG LE, JCG GBAD, ICG IF, CASG), панели прикладных транспортных технологий (AVT) Организации НАТО по вопросам науки и технологий (STO).
С 2009 г.  — член редколлегии журнала Известия высших учебных заведений. Радиоэлектроника

## Научные результаты
- развил теорию цифровой обработки сигналов (ЦОС) и многоканального анализа на основе цифровых антенных решёток (ЦАР)[16], созданную Варюхиным В. А.;
- разработал тензорно-матричную теорию многокоординатной обработки сигналов в радиотехнических системах с ЦАР[17][9][18][19];
- предложил семейство новых матричных операций (торцевое произведение[17][19][20], обобщённое торцевое произведение и соответствующие им блочные модификации[20], операции блочной векторизации, блочной ротации матриц и др.)[21].

Семейство торцевых произведений матриц стало основой разработанной Слюсарем В. И. тензорно-матричной теории цифровых антенных решёток для радиотехнических систем. Торцевое произведение (англ. face-splitting product) получило широкое распространение в системах искусственного интеллекта и машинного обучения, статистической обработке больших данных. Оно позволяет сократить объёмы вычислений при реализации метода уменьшения размерности данных, получившего наименование тензорный скетч. В указанном контексте идея торцевого произведения была использована в 2010 для решения задачи дифференциальной приватности (англ. differential privacy). Кроме того, аналогичные вычисления были применены для реализации многомерного сглаживания статистических данных на основе P-сплайнов, для многомерной аппроксимации с помощью обобщённой линейной модели массивов данных (GLAM), повышения эффективности ядерного метода машинного обучения, обработки естественного языка и во многих других алгоритмах линейной алгебры.
- развил теорию дифференцирования матричных произведений на основе производной Нойдеккера[28], благодаря чему получил компактные аналитические описания откликов радиотехнических систем с ЦАР, нижние границы Крамера-Рао для оценки потенциальных возможностей ЦАР в отношении точности измерения параметров сигналов, новые методы многоканальной обработки сигналов в ЦАР[21];
- создал теории сверхрелеевского временного и частотного уплотнения каналов связи, неортогонального частотного дискретного мультиплексирования (N-OFDM) спектрально эффективных сигналов[29][30][31], теорию MIMO систем с импульсными и N-OFDM сигналами, а также с формированием пространства лучей, теорию многокаскадной квадратурной демодуляции сигналов, тандемной децимации и I/Q-демодуляторов нечётного порядка[32][33][34];
- разработал новые технические решения для аппаратной реализации многоканальных ЦАР[6][7];
- автор более 850 научных и научно-популярных публикаций, в том числе 68 изобретений;
- подготовил 16 кандидатов технических наук и двух докторов технических наук.

## Награды
- Медаль «За отличие в воинской службе» II степени
- Юбилейная медаль «70 лет Вооружённых Сил СССР»
- Медаль «За безупречную службу» III степени
- Медаль «За безупречную службу» II степени
- Медаль «10 лет Вооружённых сил Украины»
- Медаль «15 лет Вооружённых сил Украины»
- Заслуженный деятель науки и техники Украины (2008)[3]
- другие награды

## Сведения о публикациях
- Профиль Google Scholar
- SCOPUS ID
- Официальный сайт
- Elibrary (Elibrary AuthorID: 205212)
- Патенты на изобретения Слюсаря В. И. — База патентов Украины.
- Профиль в ResearchGate

## Внешние ссылки
- Слюсар В. И. в док. фильме «Оренбургское зенитно-ракетное», 1985 г. // YouTube
- Выпуск курсантов 1985 г. в Оренбургском зенитном ракетном училище с участием Слюсаря В. И., фрагмент 2-й серии фильма «Лучший друг семьи» // YouTube